# 星夢情真
《星夢情真》是香港歌手陳慧琳的第三張個人粵語大碟，於1997年6月推出，共收錄10首歌曲。此專輯奠定她於樂壇的一線歌手地位，同名主打歌「星夢情真」在各大樂壇頒獎典禮榮獲多個大獎。更重要的是，陳慧琳於推出此專輯不久後更於香港體育館舉行首個個人演唱會，「Chase信用卡呈獻：陳慧琳星夢情真演唱會」。而這張專輯全球銷量於全亞洲範圍更達到100萬張。

## 曲目列表

### CD
| 曲序 | 曲名           | 作曲     | 作詞   | 編曲   | 歌曲監製 |
| 01   | 請柬           | 雷頌德   | 林夕   | 雷頌德 | 雷頌德   |
| 02   | 你會衝動       | 雷頌德   | 周禮茂 | 雷頌德 | 雷頌德   |
| 03   | 星夢情真       | 雷頌德   | 黃偉文 | 雷頌德 | 雷頌德   |
| 04   | 終有一天會遇見 | 黃家強   | 潘源良 | 劉志遠 | 劉志遠   |
| 05   | 這是誰         | 單立文   | 單立文 | 單立文 | 單立文   |
| 06   | 女人就是戀愛   | 筒美京平 | 周禮茂 | 雷頌德 | 雷頌德   |
| 07   | 今夜很寧靜     | 雷頌德   | 陳少琪 | 雷頌德 | 雷頌德   |
| 08   | 迷離夜雨       | 單立文   | 周禮茂 | 單立文 | 單立文   |
| 09   | 甦醒           | 馮德倫   | 陳少琪 | 方樹樑 | 雷頌德   |
| 10   | 有房出租       | 金小兵   | 林夕   | 金小兵 | 雷頌德   |

### VCD
此VCD只收錄在第二版。
| 曲序 | 曲名                     | 作曲     | 作詞   | 編曲     | 歌曲監製 |
| 01   | 今夜很寧靜               | 雷頌德   | 陳少琪 | 雷頌德   | 雷頌德   |
| 02   | 開始是狡猾的清晨（日文） | 朝本浩文 | YOU    | 朝本浩文 |          |
| 03   | 今夜很寧靜 (Karaoke)     | 雷頌德   | 陳少琪 | 雷頌德   | 雷頌德   |

## 唱片版本
- 香港CD版
- 香港CD+VCD版
- 香港盒帶版
- 泰國盒帶版
- 新馬版
- 台灣進口香港CD+VCD版
- 中國內地進口版

## 音樂錄影帶
- 你會衝動(電視版)
- 星夢情真(Chase信用卡廣告片段剪輯)
- 今夜很寧靜 (電視版)
- 今夜很寧靜 (演唱會片段剪輯)

## 所獲獎項
- 第二十屆十大中文金曲頒獎典禮 — 十大中文金曲（星夢情真） （香港電台）
- 1997年度勁歌金曲第二季季選 — 入選金曲（星夢情真） （電視廣播有限公司）
- 1997年度十大勁歌金曲頒獎典禮 — 十大勁歌金曲（星夢情真） （電視廣播有限公司）
- 1997年度四台聯頒音樂大獎 — 歌曲大獎（星夢情真） （新城電台、香港電台、電視廣播有限公司、商業電台）
- IFPI 白金唱片獎 — 星夢情真 （IFPI）